# アンドレイオン
アンドレイオン（古代ギリシア語: ὰνδρεῖον）は、古代スパルタおよびクレタ島等のドーリア系戦士国家における男子集会所の名称である。アンドレイオンと同様の性質を示すものとしては、古代アテナイのフラトリアや古代ローマのクリアがあり、それらは兄弟誓約によって都市国家（ポリス）を形成するに至った軍事団体の下級区分の名称として維持されている。

## 概説
スパルタのアンドレイオンでは共産主義的なシュッシーティア（食卓共同体）が営まれていた。そこでは完全な軍役義務を負っている期間中に軍事能力のある男子を家族から分離したり、男児に戦士的禁欲を課したりする制度が展開されていた。そのような制度はスパルタで貴族が打倒された以降に、規律を維持し全戦士の身分的平等を維持するという目的の下に発達したものであった。